# Guvernul Etiopiei
Guvernul Etiopiei este structurat într-un cadru al unei republici parlamentare federale, prin care prim-ministrul este șeful guvernului. Puterea executivă este exercitată de guvern. Primul ministru este ales de parlament. Puterea legislativă federală revine atât guvernului, cât și celor două camere ale parlamentului. Justiția este mai mult sau mai puțin independentă de executiv și de legislativ. Acestea sunt guvernate conform Constituției din Etiopia din 1995. Există un parlament bicameral format din Casa Federației cu 108 locuri și Camera Reprezentanței Popoarelor cu 547 de locuri. Casa Federației are membri aleși de adunările de stat pentru a îndeplini mandatele de cinci ani. Camera Reprezentanței Popoarelor este aleasă prin alegeri directe, care la rândul lor aleg președintele pentru un mandat de șase ani.